# Westerheim (Baviera)
Westerheim es un municipio situado en el distrito de Baja Algovia, en el estado federado de Baviera (Alemania). Tiene una población estimada, a fines de 2023, de 2292 habitantes.